# Wanda Nowak
Wanda Nowak, född 16 januari 1913, död 30 april 1977, var en friidrottare från Österrike. Hon deltog vid olympiska sommarspelen 1936.